# Агано (крейсер)

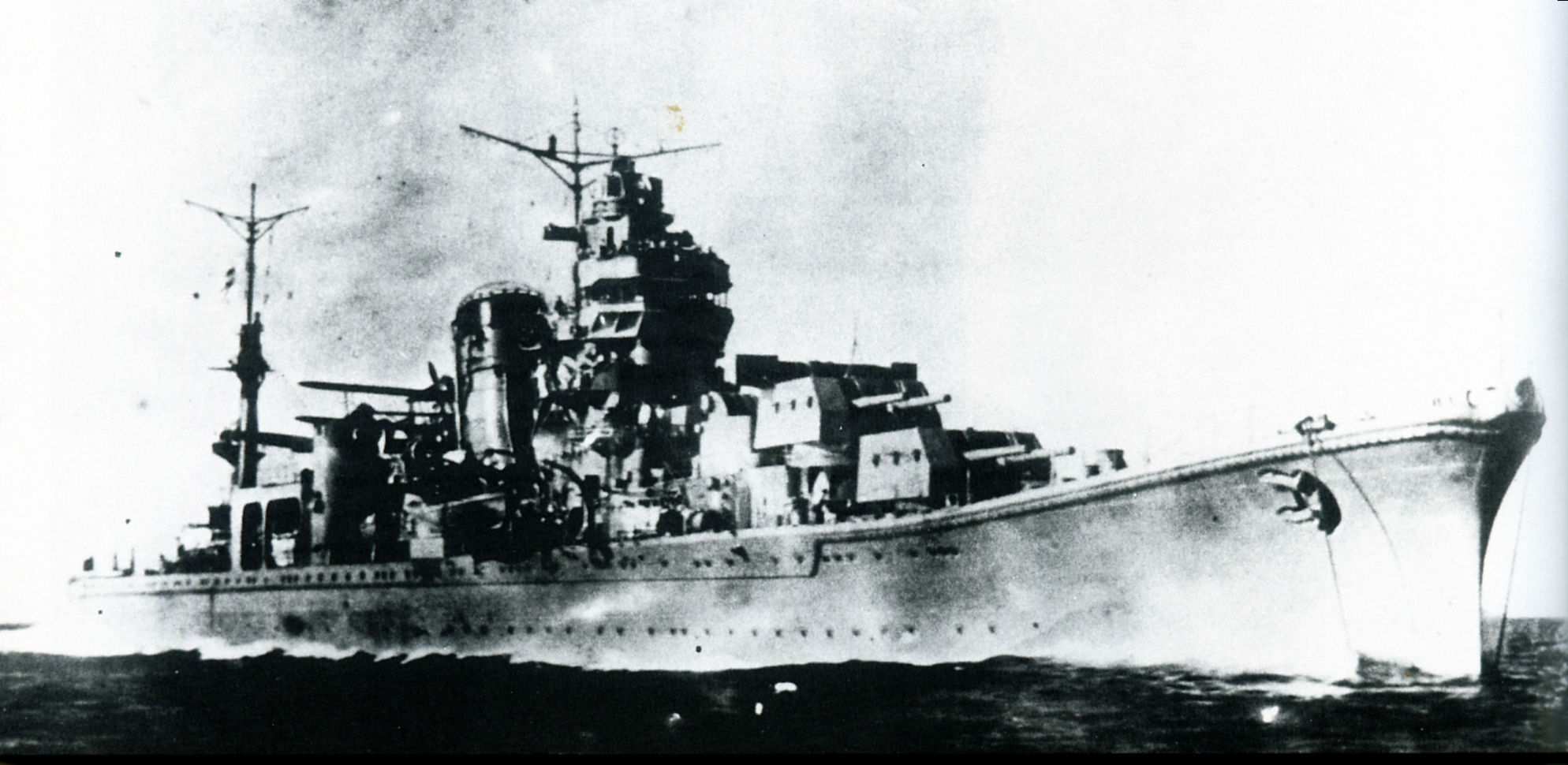
Загальний вигляд крейсера

«Агано» (Agano, яп. 阿賀野) — легкий крейсер Імперського флоту Японії, який взяв участь у Другій світовій війні.
Корабель, який належав до крейсерів типу «Агано», спорудили у 1942 році на верфі ВМФ у Сасебо.
20 листопада 1942-го Агано став флагманським кораблем 10-ї ескадри ескадрених міноносців, а вже за шість діб вирушив із Куре та 1 грудні 1942 року прибув до атола Трук у центральній частині Каролінських островів (ще до війни тут створили потужну базу японського ВМФ, з якої до лютого 1944-го провадили операції у цілому ряді архіпелагів).
16—20 грудня 1943-го крейсер здійснив свій перший бойовий вихід з Труку до моря Бісмарка у складі загону кораблів, який також включав авіаносець Дзюнйо та два есмінці. Це була складова частина операції з підсилення японської присутності на північному узбережжі Нової Гвінеї, яка включала проведення конвоїв до Веваку та Мадангу і зайняття Порт-Холландія. Під час виходу загін зустрів американський підводний човен USS Sculpin, проте жодній зі сторін не вдалось завдати шкоди ворогу.
В кінці січня 1943-го «Агано» включили до великого загону, основу якого складали авіаносці, лінкори та важкі крейсери. Це з'єднанням мало завдання патрулювати північніше від Соломонових островів у готовності надати сприяння есмінцям, які базувались на Рабаулі в архіпелазі Бісмарка та здійснювали евакуацію військ з Гуадалканалу (що стало завершальним акордом важкої шестимісячної битви за цей острів). Операція пройшла успішно і 9 лютого загін прикриття повернувся на Трук.
3—8 травня 1943-го Агано пройшов з Труку до Куре, разом з трьома есмінцями супроводжуючи на ремонт авіаносці «Дзуйкаку» і «Дзуйхо». Крейсер потрапив до Японії за кілька діб до висадки американців на острів Атту (Алеутські острови). Як наслідок, невдовзі його включили до авіаносного з'єднання, яке формувалось для протидії ворожій операції. Втім, поки японці очікували прибуття викликаних з Труку підкріплень, Атту опинився в руках американців і японська операція була скасована. За цим з 3 червня по 2 липня Агано проходив ремонт у Куре, під час якого, зокрема, отримав пошуковий радар та 10 додаткових 25-мм зенітних гармат (дві строєні та дві спарені установки).
9 липня 1943-го Агано разом зі ще одним легким крейсером та 6 есмінцями розпочав ескортування великого загону (3 авіаносці, 1 ескортний авіаносець, 1 гідроавіаносець, 3 важкі крейсери) з Японії до Мікронезії. Під час переходу японське з'єднання тричі зустрічало ворожі підводні човни та один раз було атаковане (невдалий торпедний залп по «Дзуйхо»), проте 15 липня успішно дісталось до Труку.
19—21 липня 1943-го Агано (а також ще 3 важкі та 1 легкий крейсер, гідроавіаносець та 5 есмінців) пройшли з Труку до Рабаулу, проте не з метою проведення бойової операції, а доправляючи туди прийняті на борт війська. 24—26 липня майже весь цей загін (і Агано в тому числі) повернувся на Трук.
У середині вересня 1943-го американське авіаносне з'єднання здійснило рейд проти зайнятих японцями островів Гілберта (лежать південніше від Маршаллових островів). У відповідь 18 вересня з Труку на схід вийшли значні сили (2 авіаносці, 2 лінкори, 7 важких крейсерів та інші кораблі), до яких належав і Агано. Японці попрямували до атола Еніветок (крайній північний захід Маршаллових островів), проте в підсумку так і не вступили в контакт із союзними силами і 25 вересня повернулись на базу.
На початку жовтня 1943-го американське авіаносне з'єднання завдало удару по острову Уейк (північніше від Маршаллових островів) без жодної суттєвої реакції зі сторони ворожого флоту. Зате за кілька тижнів японці на основі радіоперехоплення вирішили, що готується нова атака на Уейк, і 17 жовтня вислали з Труку до Еніветоку головні сили (3 авіаносці, 6 лінкорів, 8 важких крейсерів та інші кораблі), разом з якими прямував і «Агано». Цей флот кілька діб безрезультатно очікував ворога, після чого 26 жовтня повернувся на Трук.
Тим часом союзники готувались великої атаки на заході Соломонових островів. 27—28 жовтня 1943-го вони висадили допоміжний десант на островах Трежері та розпочали відволікаючий рейд на острів Шуазель. Як наслідок, 30 жовтня Агано разом з трьома есмінцями полишив Трук та попрямував на підсилення розміщених у Рабаулі сил (на цій наближеній до ворога передовій базі японське командування тримало лише крейсери та есмінці). Він прибув вчасно, щоб узяти участь спробі контратаки проти ворожого з'єднання, яке 1 листопада висадило головний десант на острові Бугенвіль. Це призвело до зіткнення в ніч на 2 листопада, відомого як битва в затоці Імператриці Августи. Агано мав на борту контрадмірала Моріказу Осугі та очолював одну з трьох колон японського ордеру, в якій також слідували нещодавно прибулі з Труку есмінці. Через невдалі дії Осугі віддані під його командування кораблі в нічній темряві перетнули курс іншої колони, внаслідок чого важкий крейсер «Мьоко» таранив та важко пошкодив есмінець «Хацукадзе», який далі був добитий ворожим артилерійським вогнем. Хоча в підсумку японський загін зазнав поразки, проте «Агано» повернувся до Рабаулу без пошкоджень.
5 листопада 1943-го американське авіаносне з'єднання завдало удару по гавані Рабаулу, унаслідок чого дістали пошкодження цілий ряд японських крейсерів, що фактично остаточно нейтралізувало загрозу для сил вторгнення на Бугенвіль (хоча японське командування помилково вважало, що ворожі сили суттєво послаблені внаслідок бою 2 листопада). Сам Агано у цій атаці не сильно постраждав — від близького вибуху бомби пошкоджено одну зенітну гармату й загинув один член екіпажу.
6 листопада 1943-го «Агано» разом з легким крейсером «Носіро» вийшли з Рабаулу для атаки на ворожі сили, проте цей наказ швидко скасували.
11 листопада 1943-го гавань Рабаулу знову атакували літаки авіаносного з'єднання, при цьому один з них поцілив торпедою корму Агано. Тепер корабель зазнав суттєвих пошкоджень, проте зміг 12 листопада вирушити своїм ходом на Трук у супроводі трьох есмінців. Того ж дня за кілька сотень кілометрів на північ, біля острова Новий Ганновер, «Агано» поцілив ще однією торпедою підводний човен «Скемп». Інший американський підводний човен «Альбакор» отримав інформацію про рух японського загону і також спробував атакувати пошкоджений корабель, проте цього разу субмарину відігнали глибинними бомбами есмінці ескорту.
Наступної доби японський загін збільшився на два легкі крейсери, при цьому «Носіро» узяв «Агано» на буксир та 16 листопада довів до Труку, де за допомогою ремонтного судна «Акаші» розпочали відновлення «Агано».
Два місяці «Агано» проходив ремонт на Труці, а ввечері 15 лютого 1944-го полишив його в супроводі есмінця «Оіте» та мисливця за підводними човнами CH-28. Крейсер прямував своїм ходом, проте міг використовувати лише два гвинти з чотирьох. На той момент американське командування готувалось до удару авіаносного з'єднання по Труку (операція «Хейлстоун») і заздалегідь розставило навколо атола кораблі, що мали протидіяти спробам японців полишити його. Як наслідок, у другій половині дня 16 лютого підводний човен «Скейт» перехопив японський загін за дві з половиною сотні кілометрів на північ від Труку та випустив по Агано чотири торпеди, дві з яких влучили в ціль. Корабель зазнав важких пошкоджень і затонув у перші години 17 лютого.
«Оіте» підібрав 523 вцілілих та попрямував на Трук, який вранці того ж дня потрапив під потужний повітряний удар. 18 лютого «Оіте» був уражений та швидко затонув, при цьому загинули всі члени екіпажу Агано.